# 洛林行政区

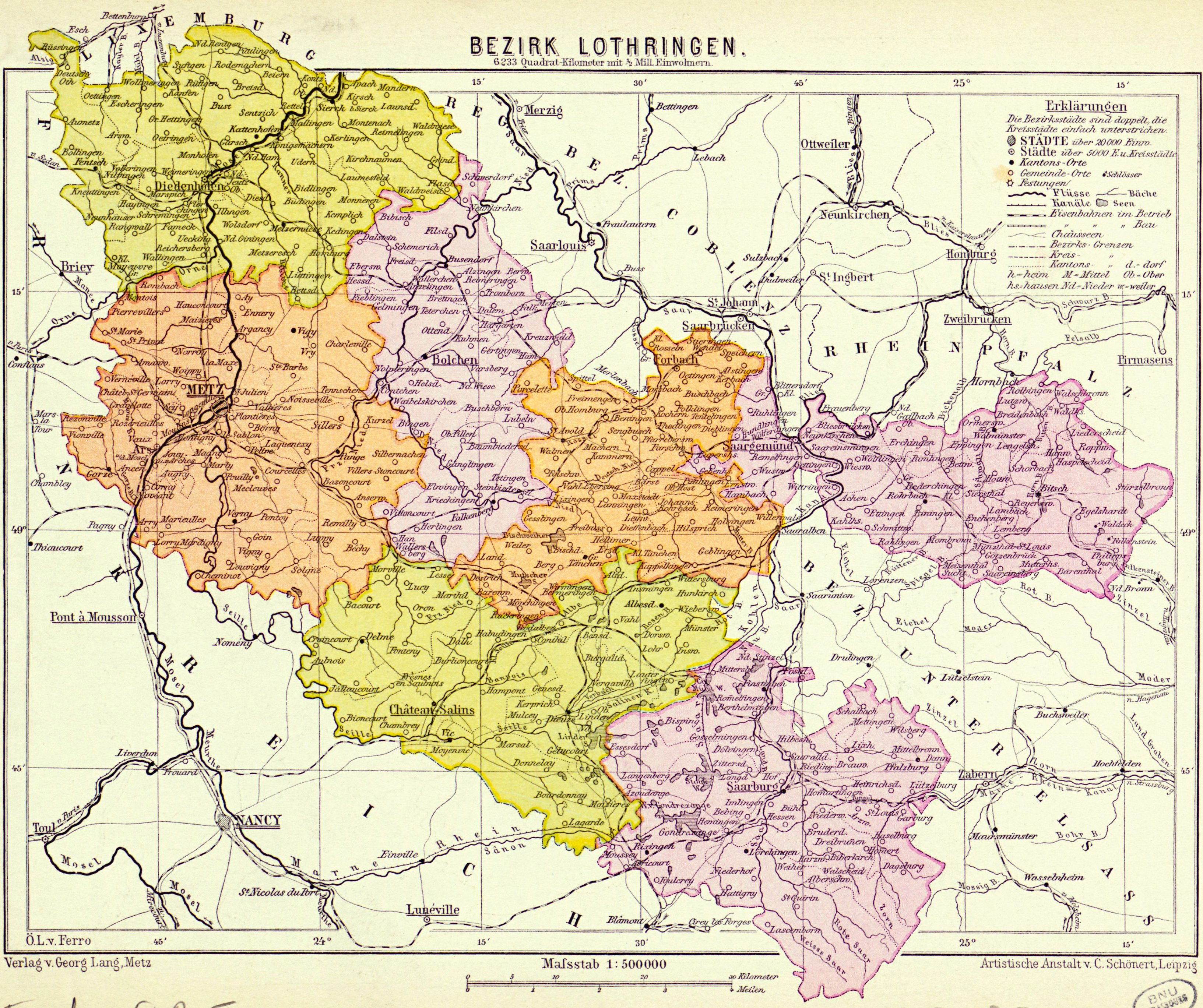
洛林行政区地圖

洛林行政区（德語：Bezirk Lothringen），也叫德意志洛林（德語：Deutsch Lothringen），是一个行政区（Bezirk)，位于阿尔萨斯-洛林西部，从1871年到1918年它是德意志帝国帝國直轄領的一部分，首府在今梅斯。